# Rupp Arena
Rupp Arena is een arena in het centrum van Lexington in de Amerikaanse staat Kentucky. Sinds de opening in 1976 was het het middelpunt van Lexington Center, een congres- en winkelfaciliteit. Rupp Arena doet ook dienst als thuisveld voor het basketbalprogramma van de Universiteit van Kentucky, en is vernoemd naar de legendarische voormalige trainer van Kentucky Adolph Rupp. Met een officiële capaciteit van 23.500 is het momenteel de grootste arena in de Verenigde Staten die speciaal is ontworpen voor basketbal. Rupp Arena organiseert ook regelmatig concerten, congressen en shows.